# 블체아주

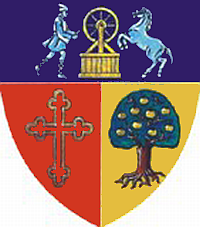
주 문장

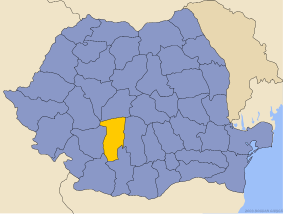
블체아주의 위치

블체아주(루마니아어: Județul Vâlcea)는 루마니아 남서부 올테니아 지방과 몰다비아 지방에 위치한 주로, 주도는 름니쿠블체아이며 면적은 5,765 km2, 인구는 416,908명(2004년 기준), 인구 밀도는 71.7명/km2, ISO 3166-2 코드는 RO-VL이다. 동쪽으로는 아르제슈주, 서쪽으로는 고르지주와 후네도아라주, 북쪽으로는 시비우주와 알바주, 남쪽으로는 돌지주, 올트주와 접하며 주 북쪽에서 남쪽까지 올트강이 흐른다.
2개 시와 9개 마을, 78개 지방 자치체를 관할한다.

## 인구
- 루마니아인: 98%[1]
- 로마인 등 그 외의 민족

| 연도   | 주 인구 |
| ------ | ------- |
| 1948년 | 341,590 |
| 1956년 | 362,356 |
| 1966년 | 368,779 |
| 1977년 | 414,241 |
| 1992년 | 438,388 |
| 2002년 | 413,247 |
| 2004년 | 416,908 |